# 塞拉朱迪卡列

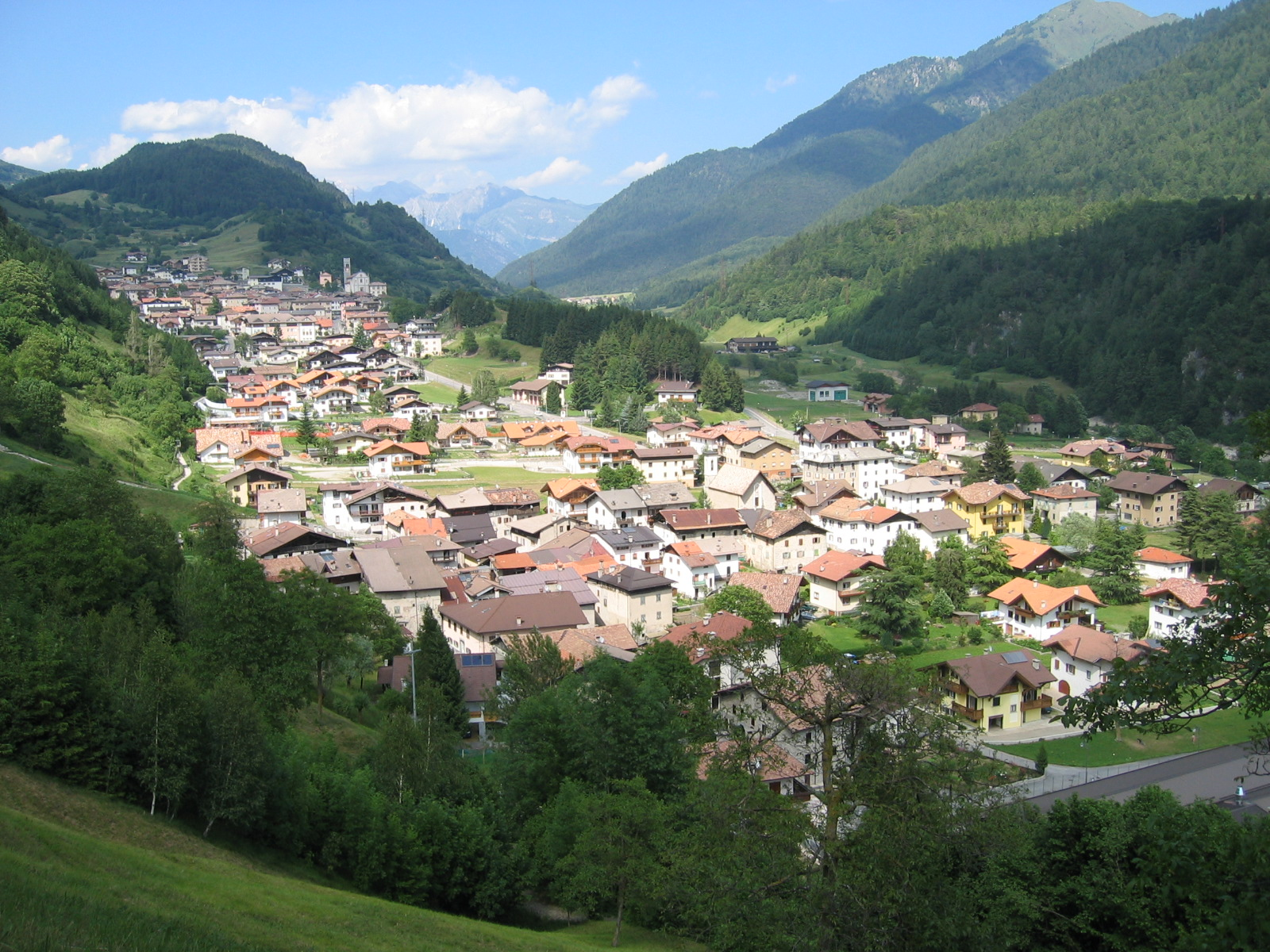
市镇行政中心龙科内全景图

塞拉朱迪卡列（義大利語：Sella Giudicarie）是意大利特伦蒂诺-上阿迪杰大区特倫托自治省的市镇。市镇面积为85.76平方公里，2017年人口数量为2,956人。
该市镇成立于2016年1月1日，由邦多、布雷古佐、拉尔达罗和龙科内四个市镇合并而成。